# Trois crayons
Trois crayons (franska: "tre kritor") är en teckningsteknik där endast de tre färgerna svart, vitt och rödkrita används. Tekniken brukas för att skapa teckningar där fokus ligger mer på massa än på linjer. Med den svarta kritan tecknas huvudlinjerna, nyanser och kalla toner, med rödkrita de varma tonerna och med den vita kritan tecknas högdagrarna. Ofta används ett papper som är tonat i grått, blått eller beige. När man tecknar på detta sätt, används ofta en stomp för att göra fördrivningar, det vill säga mjuka övergångar och skuggeffekter. Trois crayons var populärt inom västerländsk konst på 1700-talet med konstnärer som Rosalba Carriera, François Boucher, Antoine Watteau, Peter Paul Rubens och Gustaf Lundberg. Även modernistiska konstnärer som Henri Matisse, Pablo Picasso och Willem de Kooning har använt tekniken för att skapa teckningar.

Exempel
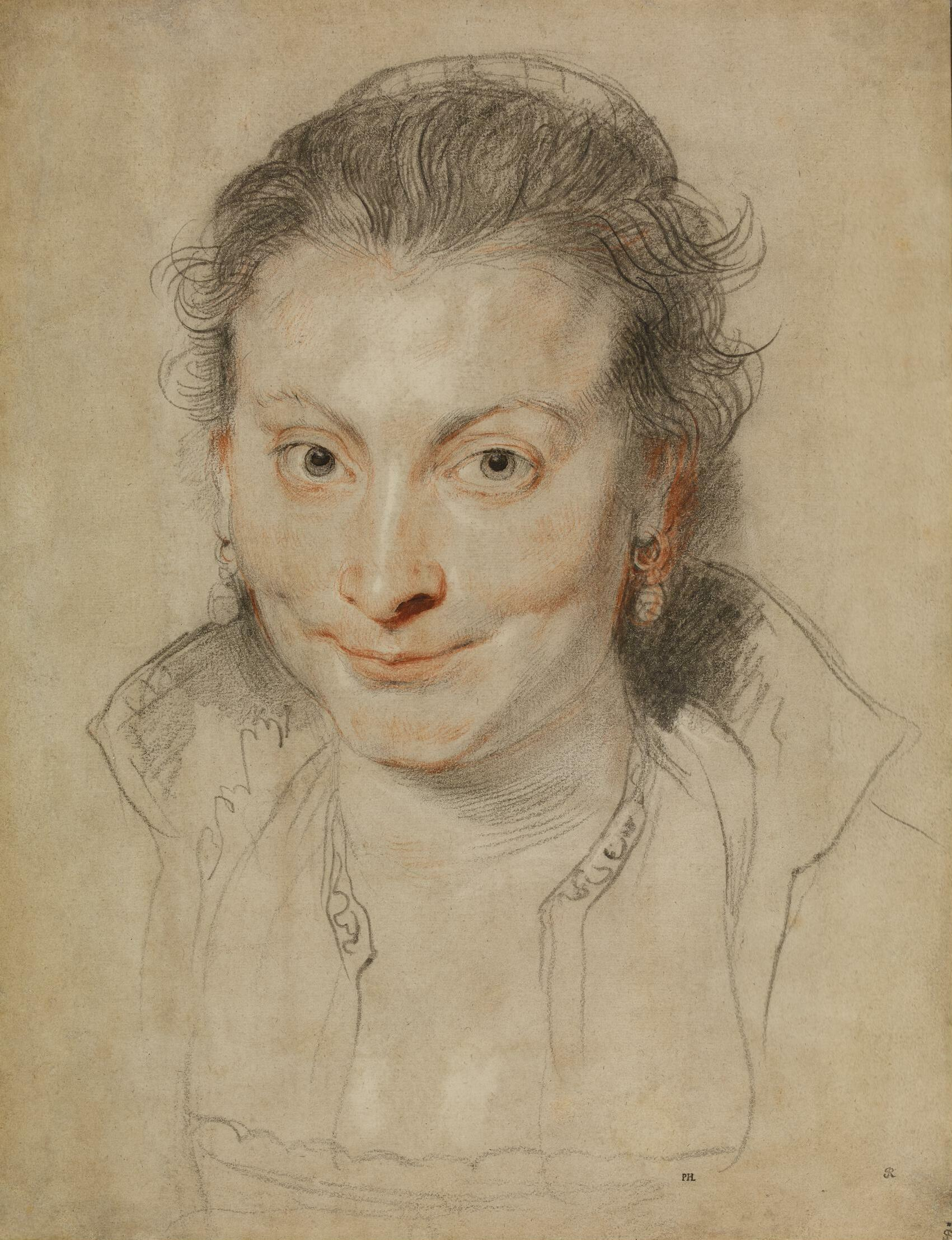
Peter Paul Rubens
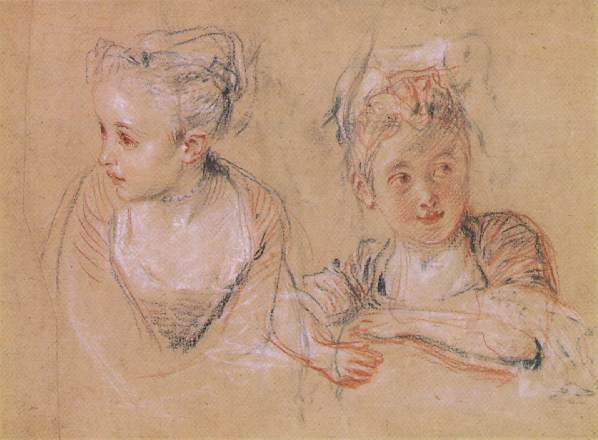
Antoine Watteau
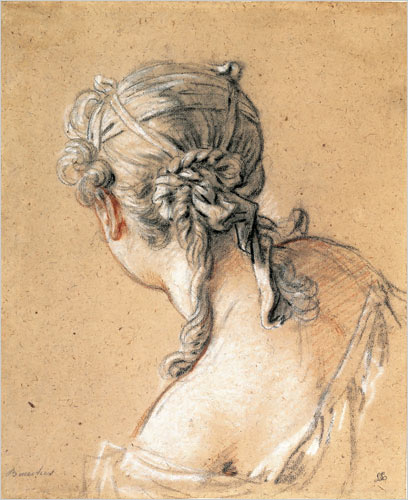
François Boucher
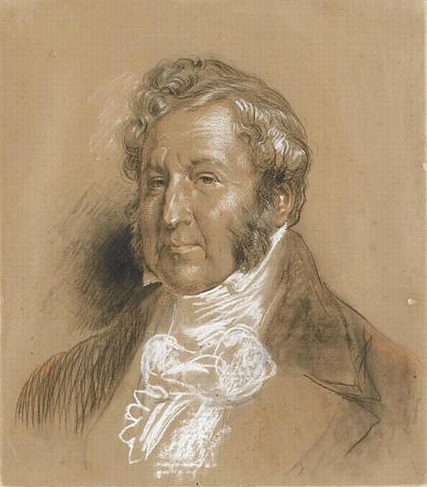
Eugène Lami